# رسوایی سونگ‌کیون‌کوان
رسوایی سونگ‌کیون‌کوان (کره‌ای: 성균관 스캔들) یک مجموعه تلویزیونی تاریخی کره جنوبی سال ۲۰۱۰ با بازی پارک مین یونگ، پارک یوچان، یو آه-این و سونگ جونگ کی است. این مجموعه به کارگردانی کیم وون-سوک و نویسندگی کیم ته-هی، براساس رمان پرفروش زندگی محققان کنفوسیوس سونگ‌کیون‌کوان در سال ۲۰۰۷ نوشتهٔ جونگ اون-گوول، ساخته شده‌است. این مجموعه از ۳۰ اوت تا ۲ نوامبر ۲۰۱۰، دوشنبه و سه‌شنبه‌ها ساعت ۲۱:۵۵ (کی‌اس‌تی) از کی‌بی‌اس۲ برای ۲۰ قسمت پخش شد.

## خلاصهٔ داستان
رسوایی سونگ‌کیون‌کوان که در زمان سلسلهٔ چوسان اتفاق افتاده، دربارهٔ ۴ دانشجوی جوان است که در دانشگاه سونگ‌کیون‌کوان تحصیل می‌کنند و داستان عشق و دوستی آنها را روایت می‌کند.

## بازیگران

### بازیگران اصلی
- پارک مین یونگ در نقش کیم یون-هی (وقتی دختر است)/ کیم یون-شیک (وقتی پسر است)، ملقب به «ده-مول»[۱۰][۱۱][۱۲][۱۳]
  - بانگ جون-سو در نقش کودکی کیم یون-هی
- پارک یوچان در نقش لی سون-جون، ملقب به «گا-رانگ»[۱۴]
- یو آه-این در نقش مون جه-شین، ملقب به «گول-او»[۱۵][۱۶][۱۷][۱۸]
- سونگ جونگ کی در نقش گو یونگ-ها، ملقب به «یو-ریم»

### بازیگران مکمل
- جون ته سو در نقش ها این-سو[۱۹]
- سو هیو-ریم در نقش ها هیو-اون
- کیم مین سو در نقش جو-سون
- آن نه-سانگ در نقش جونگ یاک-یونگ
- جو سونگ ها در نقش شاه جئونگجو چوسان
- کیم کپ سو در نقش یی جونگ-مو، دومین مشاور ایالتی و پدر یی سون-جون
- لی جه-یونگ در نقش‌ها یو-گیو، وزیر امور نظامی و پدرها این-سو

### سایر بازیگران
- کانگ سونگ-پیل در نقش ایم بیونگ-چون
- جی نام-هیوک در نقش سول گو-بونگ
- چه بیونگ-چان در نقش کانگ-مو
- کیم ایک-ته در نقش چه جه-گونگ، رئیس انجمن دولتی
- چوی دونگ-جون در نقش مون گون-سو، وزیر ساهون‌بو و پدر جه-شین
- کیم کوانگ-کیو در نقش هوانگ-گا
- کیم ها-کیون در نقش چوی شین-موک
- پارک گون-سو در نقش یو چانگ-ایک
- کیم یونگ-به در نقش گو جانگ-بوک
- کیم جونگ-کیون در نقش آن دو-هیون
- جانگ سه-هیون در نقش کیم وو-تاک
- هوانگ چان-وو در نقش به هه-وون
- ایم یونگ-پیل در نقش هام چون-هو
- جو آه-سونگ در نقش نام میونگ-شیک
- کیم می-کیونگ در نقش خانم جو، مادر یون-هی
- ها مین-جه در نقش کیم یون-شیک، برادر کوچکتر یون-هی
- ریو دام در نقش سون-دول
- سونگ هیون-جو در نقش بو-دول
- ایم یون-جونگ در نقش اِنگ-اِنگ
- جونگ هه-می در نقش سوم-سوم
- پارک دونگ-بین در نقش پیشکار وو-کیو
- جو یی-سام در نقش سورون یوسنگ
- به جه-هو در نقش سورون یوسنگ
- اوم بو-یونگ در نقش چون-دونگ
- کیم دان-یول در نقش بوک-دونگ
- لی ته-ری در نقش بوک-سو، برادر بزرگتر بوک-دونگ
- اوه نا-می در نقش می-هیون، دوست هیو-اون
- آن نام-هی در نقش جونگ-هیون، دوست هیو-اون
- نام میونگ-ریول در نقش کیم سونگ-هون، پدر یون-هی

### بازیگران مهمان
- لی این در نقش پارک دال-جه (قسمت ۱)
- لی وون جونگ در نقش شمن (قسمت ۸)
- پارک چول-مین در نقش یون هیون-گو (قسمت ۹، ۱۷~۱۸)
- کی ایم-بوم در نقش سونگ یونگ-ته (قسمت ۹~۱۰)
- لی دال-هیونگ در نقش پدر یونگ-ها (قسمت ۱۷~۱۸)

## بازخورد
این مجموعه یک فندوم پرشوری را به خود جلب کرد که رتبه‌بندی اواسط نوجوانی آن را تکذیب کرد. محبوبیت گروه آن در فعالیت بسیار بالای آنلاین در تابلوهای پیام در وبگاه رسمی این مجموعه و در پورتال محبوب دی‌سی اینساید، تعداد بازدیدهای قسمت‌های مجموعه در وبگاه کی‌بی‌اس، همچنین تعداد دی‌وی‌دی‌ها و آلبوم‌های اواس‌تی فروخته شده، نشان داده شد. ساندترک اصلی که توسط پارک یوچان از گروه جی‌وای‌جی خوانده شد، ۱۱۰٬۰۰۰ کپی در عرض چند هفته فروخت. پردیس قدیمی دانشگاه سونگ‌کیون‌کوان مکانی برای این درام تاریخی بود، که همچنین فارغ‌التحصیل آن سونگ جونگ کی نیز در این مجموعه بازی کرد و در نتیجه علاقهٔ مخاطبان بین‌المللی که این درام را تماشا کردند، به این دانشگاه افزایش پیدا کرد.

## ریتینگ
- در جدول زیر،  اعداد آبی کمترین رتبه را دارند و  اعداد قرمز بیشترین رتبه را نشان می‌دهند.

| قسمت    | تاریخ پخش اصلی  | میانگین سهم مخاطب | میانگین سهم مخاطب | میانگین سهم مخاطب | میانگین سهم مخاطب |
| قسمت    | تاریخ پخش اصلی  | TNmS Ratings      | TNmS Ratings      | AGB Nielsen       | AGB Nielsen       |
| قسمت    | تاریخ پخش اصلی  | سراسر کشور        | سئول              | سراسر کشور        | سئول              |
| ------- | --------------- | ----------------- | ----------------- | ----------------- | ----------------- |
| ۱       | ۳۰ اوت ۲۰۱۰     | ۷٫۷٪              | ۸٫۶٪              | ۶٫۳٪              | ۸٫۷٪              |
| ۲       | ۳۱ اوت ۲۰۱۰     | ۷٫۲٪              | ۸٫۲٪              | ۶٫۳٪              | ۹٫۰٪              |
| ۳       | ۶ سپتامبر ۲۰۱۰  | ۸٫۰٪              | ۸٫۱٪              | ۷٫۳٪              | ۹٫۳٪              |
| ۴       | ۷ سپتامبر ۲۰۱۰  | ۷٫۶٪              | ۸٫۰٪              | ۷٫۵٪              | ۸٫۸٪              |
| ۵       | ۱۳ سپتامبر ۲۰۱۰ | ۷٫۸٪              | ۸٫۱٪              | ۸٫۰٪              | ۹٫۵٪              |
| ۶       | ۱۴ سپتامبر ۲۰۱۰ | ۸٫۰٪              | ۷٫۸٪              | ۸٫۴٪              | ۸٫۴٪              |
| ۷       | ۲۰ سپتامبر ۲۰۱۰ | ۹٫۷٪              | ۹٫۰٪              | ۸٫۷٪              | ۹٫۰٪              |
| ۸       | ۲۱ سپتامبر ۲۰۱۰ | ۸٫۲٪              | ۸٫۲٪              | ۷٫۹٪              | ۹٫۵٪              |
| ۹       | ۲۷ سپتامبر ۲۰۱۰ | ۹٫۸٪              | ۹٫۲٪              | ۹٫۲٪              | ۹٫۶٪              |
| ۱۰      | ۲۸ سپتامبر ۲۰۱۰ | ۱۰٫۱٪             | ۹٫۳٪              | ۱۰٫۲٪             | ۱۰٫۶٪             |
| ۱۱      | ۴ اکتبر ۲۰۱۰    | ۹٫۲٪              | ۸٫۸٪              | ۱۰٫۴٪             | ۱۰٫۵٪             |
| ۱۲      | ۵ اکتبر ۲۰۱۰    | ۹٫۹٪              | ۹٫۷٪              | ۱۰٫۷٪             | ۱۱٫۱٪             |
| ۱۳      | ۱۱ اکتبر ۲۰۱۰   | ۱۱٫۲٪             | ۱۱٫۱٪             | ۱۲٫۸٪             | ۱۳٫۱٪             |
| ۱۴      | ۱۲ اکتبر ۲۰۱۰   | ۱۰٫۳٪             | ۱۰٫۱٪             | ۱۰٫۹٪             | ۱۰٫۹٪             |
| ۱۵      | ۱۸ اکتبر ۲۰۱۰   | ۱۳٫۰٪             | ۱۳٫۰٪             | ۱۳٫۱٪             | ۱۴٫۰٪             |
| ۱۶      | ۱۹ اکتبر ۲۰۱۰   | ۱۳٫۷٪             | ۱۳٫۷٪             | ۱۴٫۳٪             | ۱۵٫۱٪             |
| ۱۷      | ۲۵ اکتبر ۲۰۱۰   | ۱۲٫۹٪             | ۱۳٫۱٪             | ۱۳٫۰٪             | ۱۳٫۹٪             |
| ۱۸      | ۲۶ اکتبر ۲۰۱۰   | ۱۲٫۰٪             | ۱۱٫۹٪             | ۱۲٫۶٪             | ۱۳٫۴٪             |
| ۱۹      | ۱ نوامبر ۲۰۱۰   | ۱۲٫۵٪             | ۱۲٫۲٪             | ۱۱٫۸٪             | ۱۲٫۶٪             |
| ۲۰      | ۲ نوامبر ۲۰۱۰   | ۱۳٫۳٪             | ۱۳٫۲٪             | ۱۲٫۸٪             | ۱۳٫۴٪             |
| میانگین | میانگین         | ۱۰٫۱٪             | -                 | ۱۰٫۱٪             | -                 |

## جوایز و نامزدی‌ها
| سال  | مراسم جوایز                                                    | دسته                                          | گیرنده                             | نتیجه    | منبع |
| ---- | -------------------------------------------------------------- | --------------------------------------------- | ---------------------------------- | -------- | ---- |
| ۲۰۱۰ | جوایز درامای کی‌بی‌اس                                            | جایزه برترین بازیگر مرد                       | کیم کپ سو                          | برنده    |      |
| ۲۰۱۰ | جوایز درامای کی‌بی‌اس                                            | جایزه بازیگر برتر مرد در یک درام با طول متوسط | سونگ جونگ کی                       | نامزدشده |      |
| ۲۰۱۰ | جوایز درامای کی‌بی‌اس                                            | جایزه بازیگر برتر زن در یک درام با طول متوسط  | پارک مین یونگ                      | برنده    |      |
| ۲۰۱۰ | جوایز درامای کی‌بی‌اس                                            | بهترین بازیگر تازه‌کار مرد                     | پارک یوچان                         | برنده    |      |
| ۲۰۱۰ | جوایز درامای کی‌بی‌اس                                            | بهترین بازیگر تازه‌کار مرد                     | یو آه-این                          | نامزدشده |      |
| ۲۰۱۰ | جوایز درامای کی‌بی‌اس                                            | جایزه نتیزن، بازیگر مرد                       | پارک یوچان                         | برنده    |      |
| ۲۰۱۰ | جوایز درامای کی‌بی‌اس                                            | جایزه نتیزن، بازیگر مرد                       | سونگ جونگ کی                       | نامزدشده |      |
| ۲۰۱۰ | جوایز درامای کی‌بی‌اس                                            | جایزه نتیزن، بازیگر مرد                       | یو آه-این                          | نامزدشده |      |
| ۲۰۱۰ | جوایز درامای کی‌بی‌اس                                            | جایزه نتیزن، بازیگر زن                        | پارک مین یونگ                      | برنده    |      |
| ۲۰۱۰ | جوایز درامای کی‌بی‌اس                                            | جایزه محبوبیت، بازیگر مرد                     | سونگ جونگ کی                       | برنده    |      |
| ۲۰۱۰ | جوایز درامای کی‌بی‌اس                                            | جایزه بهترین زوج                              | پارک یوچان و پارک مین یونگ         | برنده    |      |
| ۲۰۱۰ | جوایز درامای کی‌بی‌اس                                            | جایزه بهترین زوج                              | یو آه-این و سونگ جونگ کی           | برنده    |      |
| ۲۰۱۱ | چهل و هفتمین جوایز هنری بکسانگ                                 | بهترین درام                                   | رسوایی سونگ‌کیون‌کوان                | نامزدشده |      |
| ۲۰۱۱ | چهل و هفتمین جوایز هنری بکسانگ                                 | بهترین بازیگر نقش اول زن (تلویزیون)           | پارک مین یونگ                      | نامزدشده |      |
| ۲۰۱۱ | چهل و هفتمین جوایز هنری بکسانگ                                 | بهترین کارگردان تازه‌کار (تلویزیون)            | کیم وون-سوک                        | برنده    |      |
| ۲۰۱۱ | چهل و هفتمین جوایز هنری بکسانگ                                 | بهترین بازیگر تازه‌کار مرد (تلویزیون)          | پارک یوچان                         | برنده    |      |
| ۲۰۱۱ | چهل و هفتمین جوایز هنری بکسانگ                                 | محبوب‌ترین بازیگر مرد (تلویزیون)               | پارک یوچان                         | برنده    |      |
| ۲۰۱۱ | ششمین جوایز بین‌المللی درامای سئول                              | درام کره‌ای برحسته                             | رسوایی سونگ‌کیون‌کوان                | برنده    |      |
| ۲۰۱۱ | ششمین جوایز بین‌المللی درامای سئول                              | بازیگر کره‌ای مرد برحسته                       | پارک یوچان                         | برنده    |      |
| ۲۰۱۱ | ششمین جوایز بین‌المللی درامای سئول                              | بازیگر کره‌ای زن برجسته                        | پارک مین یونگ                      | نامزدشده |      |
| ۲۰۱۱ | ششمین جوایز بین‌المللی درامای سئول                              | بهترین اواس‌تی درام کره‌ای برجسته               | «پیدات کردم» (Found You) - جی‌وای‌جی | نامزدشده |      |
| ۲۰۱۱ | ششمین جوایز بین‌المللی درامای سئول                              | جایزه انتخاب مردم                             | پارک یوچان                         | برنده    |      |
| ۲۰۱۱ | چهارمین جوایز درامای کره                                       | بهترین درام                                   | رسوایی سونگ‌کیون‌کوان                | نامزدشده |      |
| ۲۰۱۱ | چهارمین جوایز درامای کره                                       | بهترین کارگردان                               | کیم وون-سوک                        | برنده    |      |
| ۲۰۱۱ | چهارمین جوایز درامای کره                                       | بهترین بازیگر نقش اول زن                      | پارک مین یونگ                      | نامزدشده |      |
| ۲۰۱۱ | چهارمین جوایز درامای کره                                       | بهترین بازیگر تازه‌کار مرد                     | پارک یوچان                         | نامزدشده |      |
| ۲۰۱۱ | چهارمین جوایز درامای کره                                       | بهترین بازیگر تازه‌کار مرد                     | سونگ جونگ کی                       | نامزدشده |      |
| ۲۰۱۱ | چهارمین جوایز درامای کره                                       | بهترین بازیگر تازه‌کار زن                      | کیم مین سو                         | نامزدشده |      |
| ۲۰۱۱ | سی و هشتمین جوایز پخش کره                                      | بهترین درام با طول متوسط                      | رسوایی سونگ‌کیون‌کوان                | برنده    |      |
| ۲۰۱۲ | پنجاه و پنجمین جشنوارهٔ بین‌المللی نیویورک جوایز فیلم و تلویزیون | مدال جهانی برنز برای بهترین مینی‌سریال         | رسوایی سونگ‌کیون‌کوان                | برنده    |      |

## نسخهٔ سینمایی
این مجموعه به یک نسخهٔ سینمایی ویرایش شد که در سینماهای ژاپنی از ۶ تا ۱۹ مه ۲۰۱۱ به عنوان بخشی از «جشنوارهٔ دوکی‌مکی☆ایکه‌من» (Dokimeki☆Ikemen Festival) نمایش داده شد.
برای اولین سالگرد این مجموعه، شبکهٔ کابلی کره‌ای کیوتی‌وی (یک سرمایه‌گذاری مشترک بین ترنر برادکستینگ سیستم و جونگ‌آنگ ایلبو) این مجموعه را برای یک فیلم تلویزیونی دو ساعته ویرایش کرد و در ۱۰ سپتامبر ۲۰۱۱ روی آنتن رفت.